# Fernand Nisot
Fernand Marie Nisot (Bruxelles, 11 aprile 1895 – Putte, 31 luglio 1973) è stato un calciatore belga, di ruolo attaccante.

## Carriera
Esordì in nazionale all'età di 16 anni e 19 giorni, il che lo rende il più giovane esordiente nella nazionale belga.
Rimasto invalido durante la prima guerra mondiale, nonostante ciò partecipò ai Giochi olimpici di Anversa 1920 e vinse con la sua Nazionale la medaglia d'oro olimpica.